# Lance Cade
Lance Kurtis McNaught (Omaha, 2 marzo 1981 – San Antonio, 13 agosto 2010) è stato un wrestler statunitense.
McNaught è noto principalmente per i suoi trascorsi nella World Wrestling Entertainment, dove lottava con i ringname Garrison Cade prima e Lance Cade in seguito. Qui, Cade ha vinto per tre volte il World Tag Team Championship assieme a Trevor Murdoch.

## Carriera

### Gli inizi
La carriera di Cade come wrestler iniziò nel 1999 a San Antonio, nella palestra di wrestling di Shawn Michaels.
Nel dicembre dello stesso anno si trasferì in Giappone, dove lottò nella Frontier Martial-Arts Wrestling (FMW). Iniziò combattendo in tag team con Bryan Danielson per poi associarsi a differenti lottatori nel corso di un feud contro Balls Mahoney. Il 25 febbraio 2000 Cade lasciò la FMW per approdare nella WWE.

### World Wrestling Entertainment

#### Inizi (2001–2002)
Dopo aver firmato un contratto con la WWE, Cade iniziò ad esibirsi nella Memphis Championship Wrestling; dopo circa un anno passò alla Heartland Wrestling Association, dove formò un tag team con "Surfer" Cody Hawk e successivamente con Mike Sanders, lottatore della World Championship Wrestling impegnato in un angle stile "Invasion". Il 13 febbraio 2002 Cade e Sanders sconfissero a sorpresa Val Venis e Steve Bradley conquistando così per la prima volta i titoli di coppia della federazione; lo stesso giorno la coppia si divise ed i titoli vennero dichiarati vacanti. La settimana successiva i due si sfidarono ed a vincere fu Sanders, il quale tuttavia diede le cinture a Cade. Cade si associò quindi a Steve Bradley ed il duo riuscì nell'impresa di vincere nuovamente le cinture di campioni di coppia.
Nel mese di aprile Cade si ritrovò contro il suo vecchio amico Cody Hawk, il quale insieme al nuovo compagno di coppia Ice Cream Man portò via i titoli a Cade e Sanders. Nel maggio dello stesso anno Cade sconfisse Johnny "The Bull" conquistando il suo primo HWA Heavyweight Championship; difese con successo il titolo per due mesi, salvo perderlo contro l'ex campione. Nel corso della stessa serata, conquistò nuovamente il titolo, ma il regno durò solo un giorno, poiché perse la cintura in favore di Cody Hawk.
Nell'estate del 2002 la WWE mise fine al contratto di collaborazione con la HWA; Cade venne assegnato alla Ohio Valley Wrestling, dove si alleò con René Duprée dando vita ad un tag team sotto l'egida di Kenny Bolin nella stable "Bolin Services".

#### Ohio Valley Wrestling (2003–2004)
La nuova coppia Cade/Dupree raggiunse le finali del torneo per l'assegnazione dei titoli di coppia nel maggio 2003 contro Matt Morgan e BJ Payne, ma non riuscì a sconfiggere i Disciples of Synn nel match decisivo. In seguito al passaggio di Dupree nel main roster della WWE, a Cade fu affiancato Mark Jindrak. Nel giugno 2003 Cade venne assegnato al roster di Raw dove debuttò con il nome di Garrison Cade.
Il primo avversario di Cade fu Lance Storm, il quale inizialmente dominò il match per la sua maggiore esperienza. Dopo alcuni minuti però, Storm fu distratto dall'arrivo di Stone Cold Steve Austin, che permise così a Cade di aggiudicarsi l'incontro.
Cade riformò il tag team con Mark Jindrak e disputarono diversi match contro le altre coppie di Raw, come René Duprée e Sylvain Grenier, i Dudley Boyz e l'Evolution. Ad Armageddon Cade e Jindrak parteciparono ad un tag team turmoil match per il World Tag Team Championship, eliminando dalla contesa i tag team Hurricane e Rosey e Lance Storm e Val Venis, ma venendo a loro volta eliminati dai Dudley Boyz, i campioni in carica. I due ottennero una title shot per i titoli di coppia a WrestleMania XX e presero parte ad un Fatal 4-Way Tag Team match contro Booker T e Rob Van Dam, i Dudley Boyz e La Resistance; a vincere fu il duo RVD-Booker T.
In seguito al passaggio di Jindrak al roster di SmackDown!, Cade si alleò con Jonathan Coachman aiutandolo a sconfiggere Tajiri a Backlash. Successivamente, a Vengeance, Cade e The Coach combatterono contro Tajiri e Rhyno, perdendo però il match.
Nel luglio 2004 Cade subì un infortunio ad un ginocchio e rimase fuori dalle scene per diverso tempo.

#### World Tag Team Champion (2005–2006)

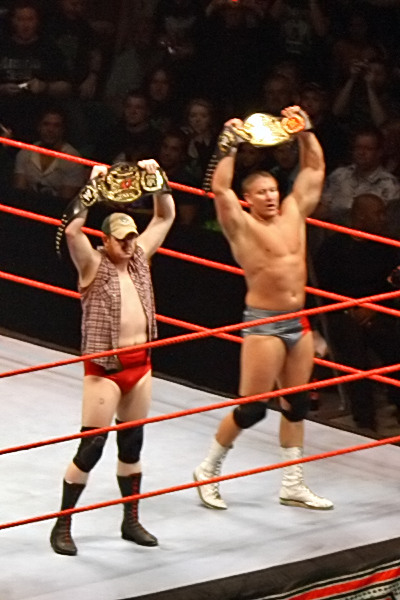
Cade e Murdoch come World Tag Team Champions

Dopo un lungo periodo di assenza dalle scene della WWE a causa dell'infortunio, Cade tornò a lottare nella OVW come Lance Cade. Si alleò a Vengeance e Matt Morgan nell'ambito di un feud contro Elijah Burke. Ebbe in seguito un match per l'OVW Heavyweight Championship contro il campione Brent Albright, ma perse per sottomissione.
Il 22 agosto 2005, Cade tornò finalmente a Raw, dove formò un altro il tag team Cade & Murdoch con Trevor Murdoch, per il quale iniziò ad interpretare la parte del redneck vestito da cowboy.
Il 5 settembre dello stesso anno Cade e Murdoch sconfissero ad Unforgiven Hurricane e Rosey, conquistando il World Tag Team Championship. Dopo aver difeso con successo i titoli per qualche tempo, li persero a Taboo Tuesday contro Kane e Big Show.
Il 28 novembre fu annunciata la fine del rapporto tra Cade e Murdoch. La settimana successiva Cade fece il suo ingresso sul quadrato con una nuova gimmick e un nuovo soprannome, quello di "Refined Southern Gentleman" (in italiano "Raffinato uomo del sud"). Cade venne relegato a Heat, apparendo assai di rado a Raw. Dopo un po' Cade ebbe la possibilità di partecipare alla Royal Rumble prendendo parte ad un match di qualificazione con Rob Conway e Gregory Helms contro Big Show. Nessuno dei tre riuscì però a resistere al gigante, e così Cade tornò nuovamente a Heat.
Il team Cade/Murdoch si riformò in via ufficiosa in una puntata di Heat, quando Cade aiutò Murdoch a vincere un match contro Goldust. Il 19 maggio Cade e Murdoch tornarono ufficialmente a formare un tag team e sconfissero Charlie Haas e Viscera a Heat.
Tempo dopo Cade e Murdoch ebbero un breve feud con la D-Generation X (Shawn Michaels e Triple H), spesso collaborando con Edge. Il feud terminò il 9 ottobre quando la DX sconfisse Cade e Murdoch in uno Street Fight Match.

#### Varie faide (2007–2008)
Nel 2007 Cade e Murdoch tornarono in pianta stabile a Raw, dove iniziarono una rivalità con gli allora World Tag Team Champions, Jeff e Matt Hardy. I quattro si affrontarono a Backlash in un match di coppia valido per i titoli, che gli Hardys difesero. A Judgment Day i due cowboy affrontarono nuovamente gli Hardys, che riuscirono a mantenere ancora una volta i titoli. Cade e Murdoch conquistarono i titoli di coppia a Raw il 4 giugno, difendendoli con successo a Vengeance: Night of Champions.
Nel corso di un house show svoltosi il 5 settembre a Città del Capo Cade e Murdoch hanno perso le cinture in favore di Paul London e Brian Kendrick, per poi riconquistarle l'8 settembre a Joberg, Sudafrica, sempre in un house show.
Dopo aver difeso il titolo per diversi mesi, Cade e Murdoch lo hanno perso contro Cody Rhodes e Hardcore Holly, in un match svoltosi durante la puntata speciale di Raw andata in onda il 10 dicembre 2007. Il 12 maggio 2008 Cade ha effettuato un turn su Murdoch, colpedolo al termine di un match e sancendo la fine del tag team. Nel match della settimana dopo, riuscì a sconfiggere Murdoch.
A Night of Champions ha tentato di aiutare Chris Jericho a mantenere l'Intercontinental Championship, preferendo lui al suo maestro Shawn Michaels. Jericho perse ugualmente il match. Lance rimane comunque ad aiutare Jericho. Durante un match con Paul London ha subito un infortunio al naso, ottenendo comunque il permesso di continuare a combattere. È inoltre parte del feud con Shawn Michaels e Jericho: poco prima dell'800ª puntata di Raw schiena l'Heartbreak Kid in un 2-on-1 Handicap match assieme a Jericho e John Bradshaw Layfield grazie alla sua Redneck Bomb. A No Mercy aiutò il suo capo nel Ladder Match contro Shawn Michaels.
Il 14 ottobre 2008, Lance è svincolato dalla WWE per via dell'abuso di droghe. Successivamente Lance ha lottato nelle indies del circuito NWA.

#### Ritorno in WWE (2009–2010)
Verso la fine del 2009 venne di nuovo messo sotto contratto dalla WWE, ma venne svincolato pochi mesi dopo, ad inizio 2010, senza nemmeno debuttare nuovamente nel main roster.

## Morte
Il 13 agosto 2010 muore all'età di 29 anni a causa di una cardiomiopatia aggravata da una combinazione di farmaci, lasciando la moglie e due figli. La moglie, Tanya, aveva notato che Lance non sembrava stare bene nella settimana precedente alla morte, ed era stato portato all'ospedale il 10 agosto per difficoltà respiratorie, venendo però dimesso il giorno dopo.
Viene sepolto nel cimitero delle Holy Cross a San Antonio, Texas.

## Personaggio

### Mosse finali
- Diving elbow drop
- Lariat
- Sitout spinebuster – 2007–2010

### Manager
- Jonathan Coachman
- Kenny Bolin

### Soprannomi
- "The Rough House"

### Musiche d'ingresso
- Southern Pride di Jim Johnston (WWE; 2005–2008; usata in coppia con Trevor Murdoch)

## Titoli e riconoscimenti
- Heartland Wrestling Association
  - HWA Heavyweight Championship (2)
  - HWA Tag Team Championship (3) – con Mike Sanders (1) e Steve Bradley (2)
- Pro Wrestling Illustrated
  - 80º tra i 500 migliori wrestler singoli secondo PWI 500 (2008)
- Texas Wrestling Alliance
  - TWA Television Championship (1)
- World Wrestling Entertainment
  - World Tag Team Championship (3) – con Trevor Murdoch